# Pňov-Předhradí
Pňov-Předhradí es una localidad del distrito de Kolín en la región de Bohemia Central, República Checa, con una población estimada a principio del año 2018 de 551 habitantes. 
Se encuentra ubicada al este de la región y de Praga, a poca distancia del río Elba y de la frontera con las regiones de Pardubice y Vysočina.

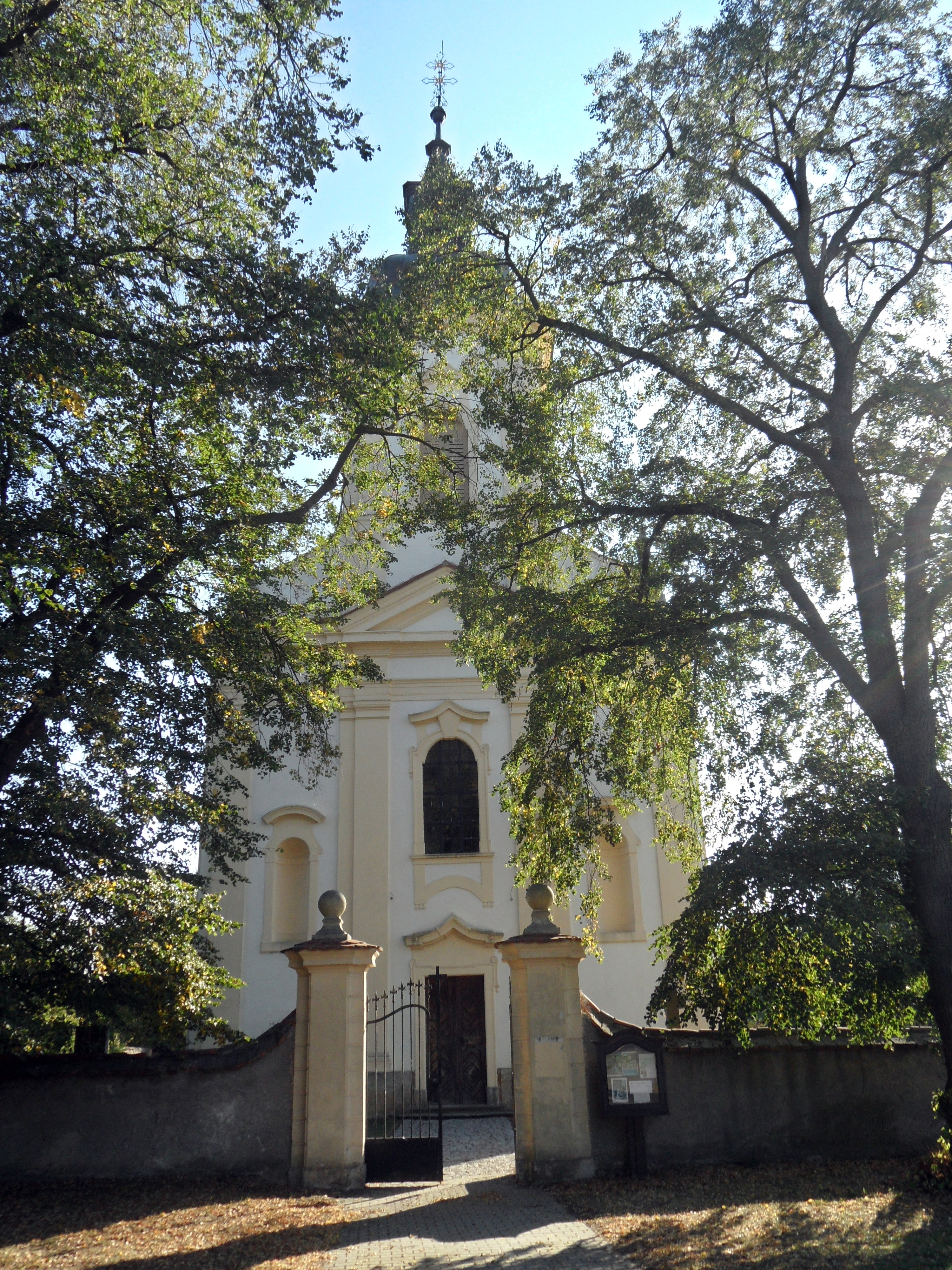
Iglesia de la Asunción de la Virgen María
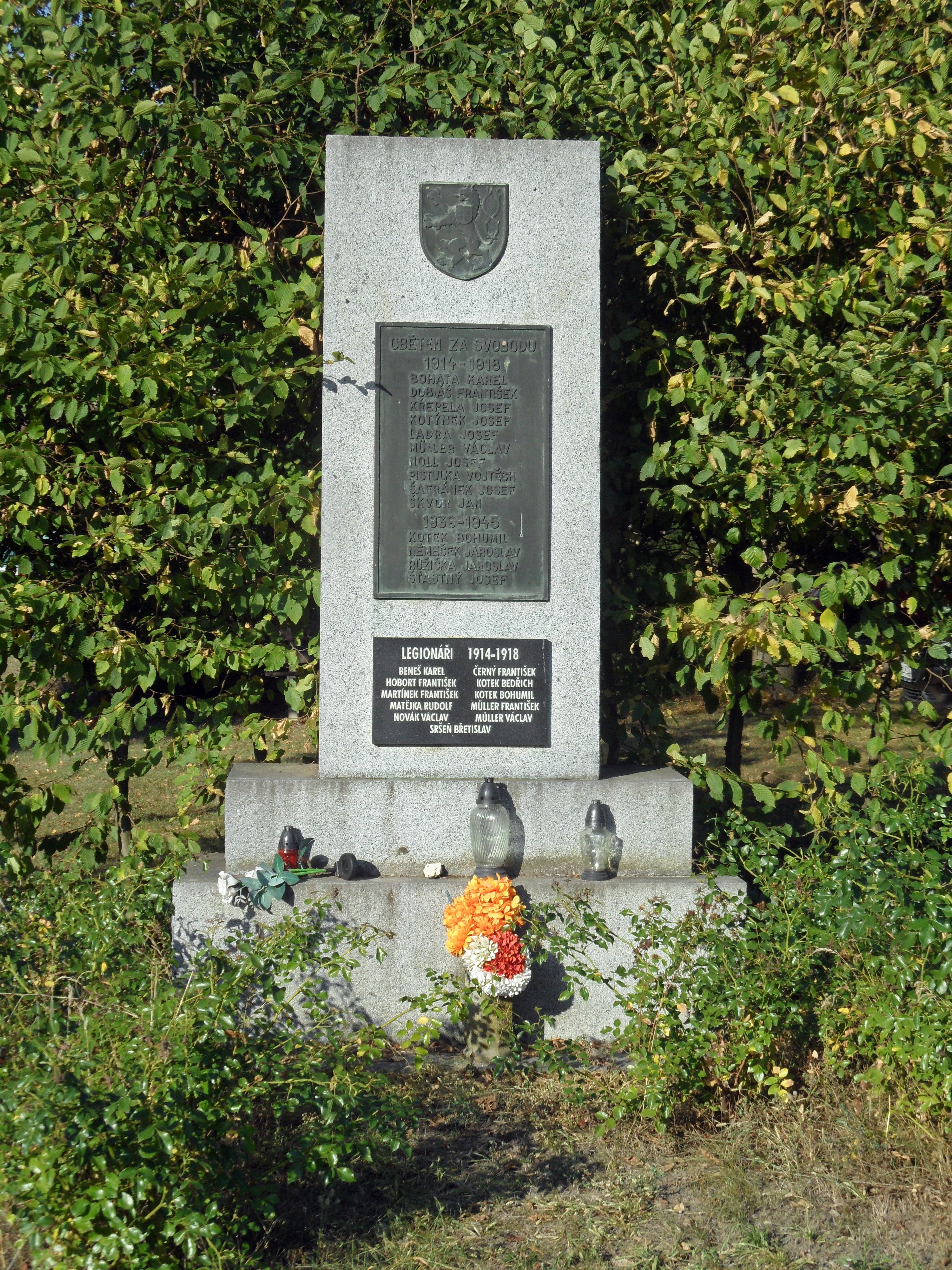
Monumento a las víctimas de la guerra
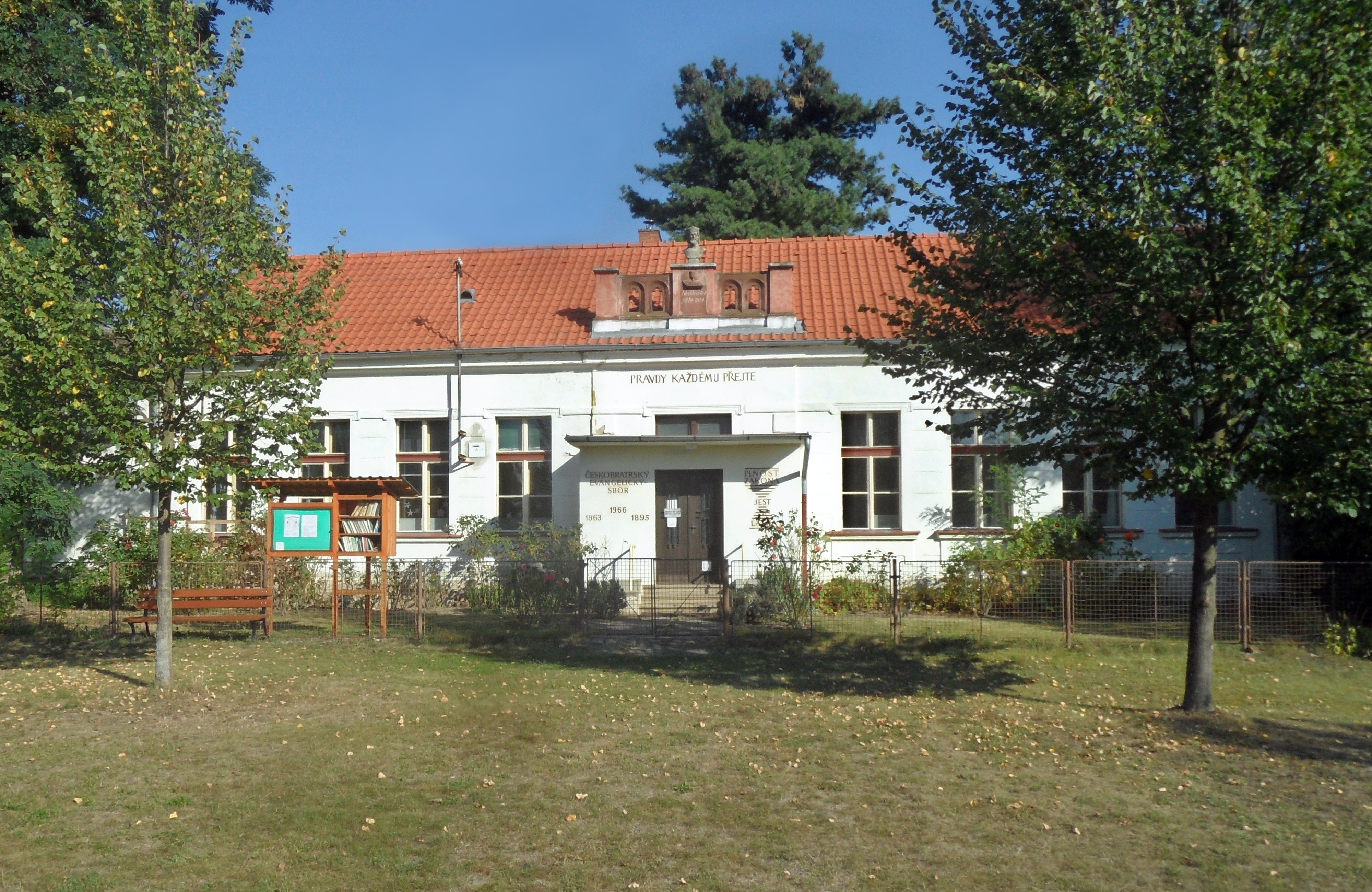
Congregación Evangélica de los Hermanos Checos
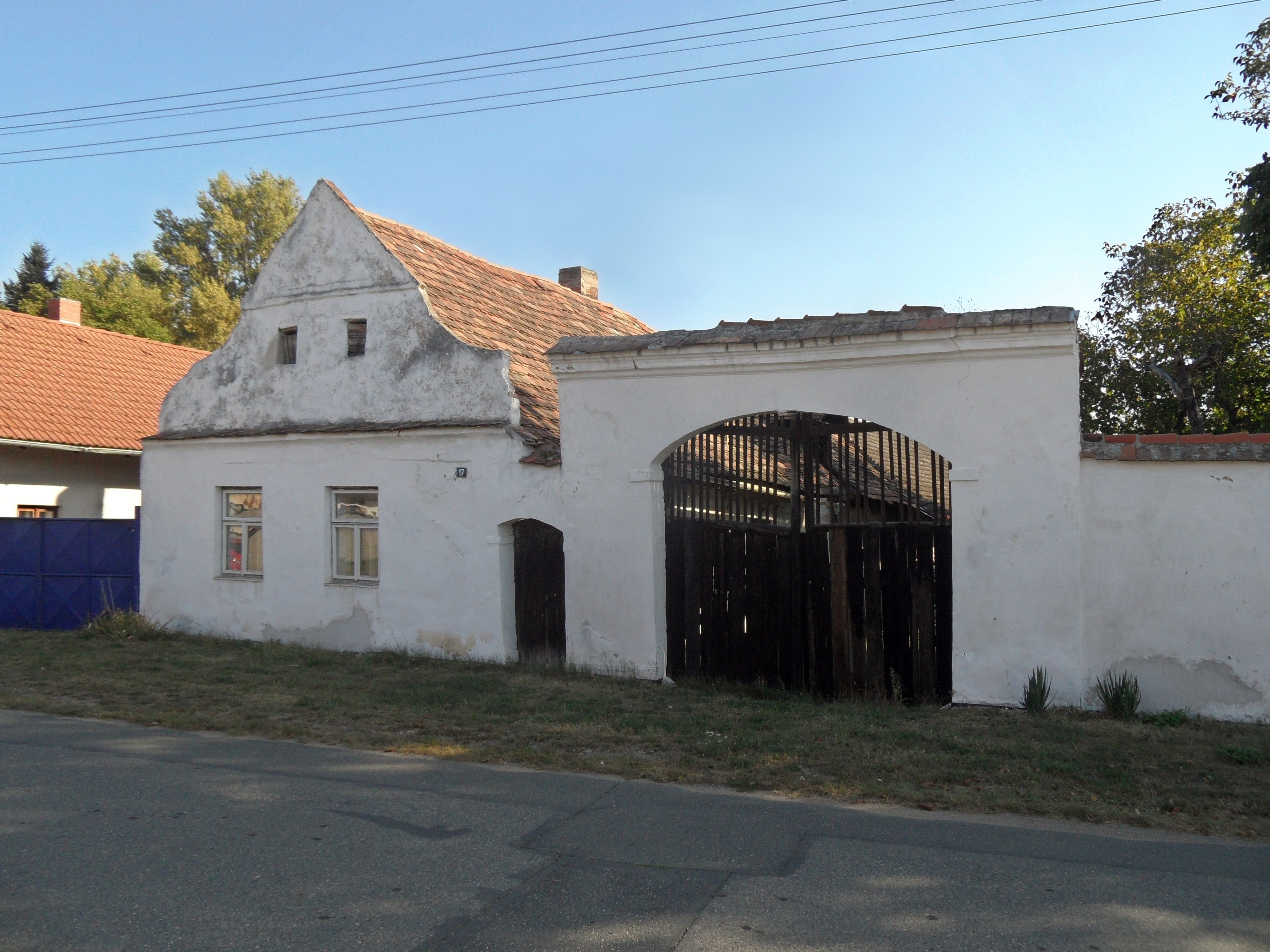
Finca nº 17
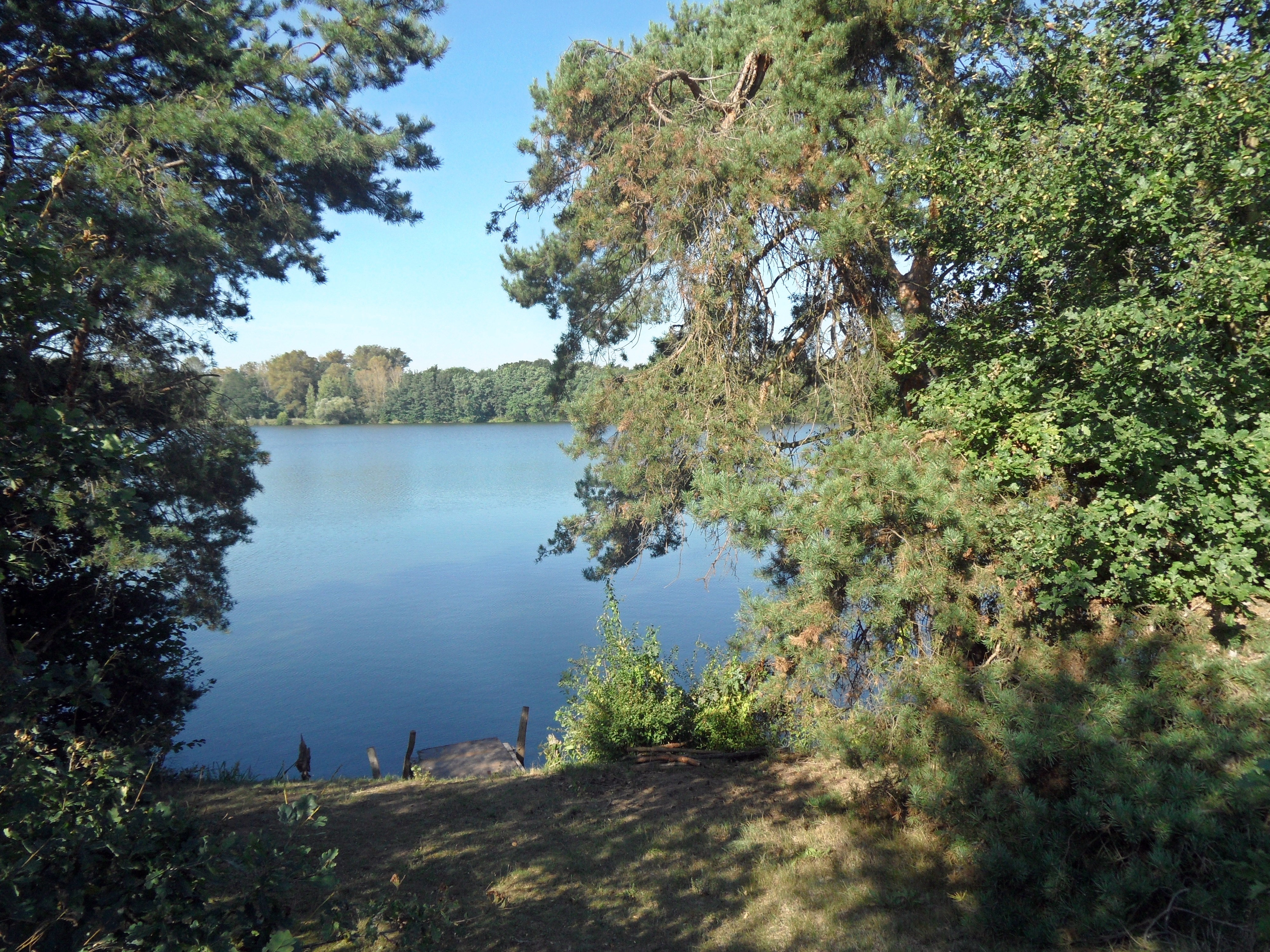
El lago
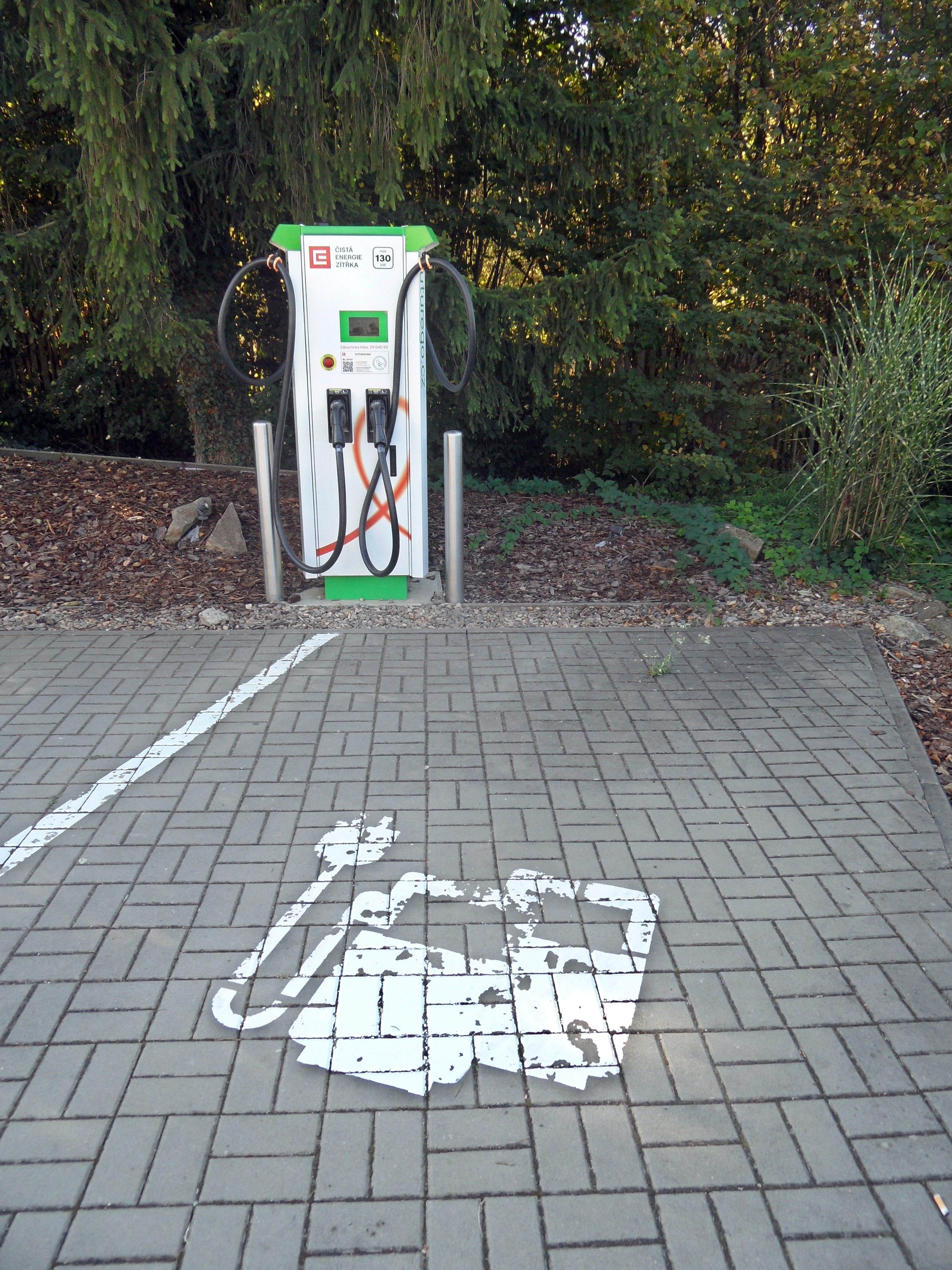
Estación de carga para vehículos eléctricos